# Seznam léčivých rostlin, C
Toto je seznam léčivých rostlin, jejichž český název začíná písmenem C.

CELÝ SEZNAM A-B-C-Č-D+Ď-E+F+G-H-Ch+I+J-K-L-M-N+O-P-R+Ř-S+Š-T+U-V+W+Y-Z+Ž

## C
| Český název (další českojazyčné a lidové názvy)                                              | Vědecký název                                                                | Užívaná část                 | Lékopisný název | Charakteristika účinků a použití | Botanické vyobrazení nebo fotka |
| -------------------------------------------------------------------------------------------- | ---------------------------------------------------------------------------- | ---------------------------- | --- | -------------------------------- | ------------------------------- |
| Cedr libanonský (bílé kadidlo, cedrus, cedryš)                                               | Cedrus libani (A.Rich.)                                                      |                              | |                                  |                                 |
| Celer miřík (apich, apich bahnitý, miřík, opich, opych, rostlina štěstí)                     | Apium graveolens (L.)                                                        |                              | |                                  |                                 |
| Celer plazivý (močárnice)                                                                    | Apium repens (Koch.)                                                         |                              | |                                  |                                 |
| Celík kanadský, zlatobýl kanadský, (buřeň, celík planý, planý zlatobýl)                      | Solidago canadensis (L.)                                                     | nať                          | Solidaginis herba |                                  |                                 |
| Cesmína ostrolistá (bodavá palma, lesní jehlice, lesní kopřiva)                              | Ilex aquifolium (L.)                                                         |                              | |                                  |                                 |
| Cesmína paraguayská                                                                          | Ilex paraguariensis (Lamb.)                                                  |                              | |                                  |                                 |
| Cibule kuchyňská (cibule hlavatá)                                                            | Allium cepa (L.)                                                             |                              | |                                  |                                 |
| Cibule perlovka (česnek kuchyňský perlovka)                                                  | Allium sativum (L.)                                                          |                              | |                                  |                                 |
| Cibule šalotka (aškalonie, aškalonika, cibule vytrvalá, množilka, ošlejch)                   | Allium ascalonicum (L.)                                                      |                              | |                                  |                                 |
| Cibule zimní (sečka, obří pažitka, zelenačka)                                                | Allium fistulosum (L.)                                                       |                              | |                                  |                                 |
| Cicimek datlový (bulharské datle, cicimky, čínské datle jujuba)                              | Ziziphus jujuba (L.) (Gaertn.)                                               |                              | |                                  |                                 |
| Cicimek lotosový (cicimky, jujuby, lotos)                                                    | Ziziphus lotus (L.)                                                          |                              | |                                  |                                 |
| Citlivka stydlivá (mimóza pravá)                                                             | Mimosa pudica (L.)                                                           |                              | |                                  |                                 |
| Citronela (citronelgras, citronová tráva, lemongras, sereh, voňatka citronová, voňavá tráva) | Cymbopogon citratus / Cymbopogon nardus (L.) (Rendle)                        |                              | |                                  |                                 |
| Citroník bergamot                                                                            | Citrus aurantium (Engl.) ssp. bergamia                                       |                              | |                                  |                                 |
| Citroník bigardie                                                                            | Citrus aurantium (L.)                                                        | květ, silice z květů, oplodí | Aurantii amari flos, Aurantii amari floris etheroleum, Aurantii amari pericarpii tinctura, Aurantii amari pericarpium |                                  |                                 |
| Citroník citron (citroník limonový, citroník lajm)                                           | Citrus aurantiifolia (Christm.) (Panz.) (Swingle) Citrus × limon (L.) Osbeck | citronová silice             | Citri etheroleum |                                  |                                 |
| Citroník mandarinka                                                                          | Citrus reticulata (Blanco)                                                   |                              | |                                  |                                 |
| Citroník největší (pomelo)                                                                   | Citrus maxima (Burm.)                                                        |                              | |                                  |                                 |
| Citroník pomerančovník                                                                       | Citrus sinensis (L.)                                                         |                              | |                                  |                                 |
| Citroník rajský (grapefruit pravý)                                                           | Citrus paradisi (Macf.)                                                      |                              | |                                  |                                 |
| Citrus cedrát                                                                                | Citrus medica (L.)                                                           |                              | |                                  |                                 |
| Cizrna beraní                                                                                | Cicer arietinum (L.)                                                         |                              | |                                  |                                 |
| Cukrová řepa                                                                                 | Beta vulgaris (L.)                                                           |                              | |                                  |                                 |
| Cukrovník lékařský                                                                           | Saccharum officinarum (L.)                                                   |                              | |                                  |                                 |
| Cypřiš stálezelený                                                                           | Cupressus sempervirens (L.)                                                  |                              | |                                  |                                 |